# Canyaferla
La canyaferla (C), fenollassa (PV) o fèl·lera (B) (Ferula communis) pertany a la família de les apiàcies nativa del Mediterrani. Es pot trobar arreu dels Països Catalans.

## Descripció

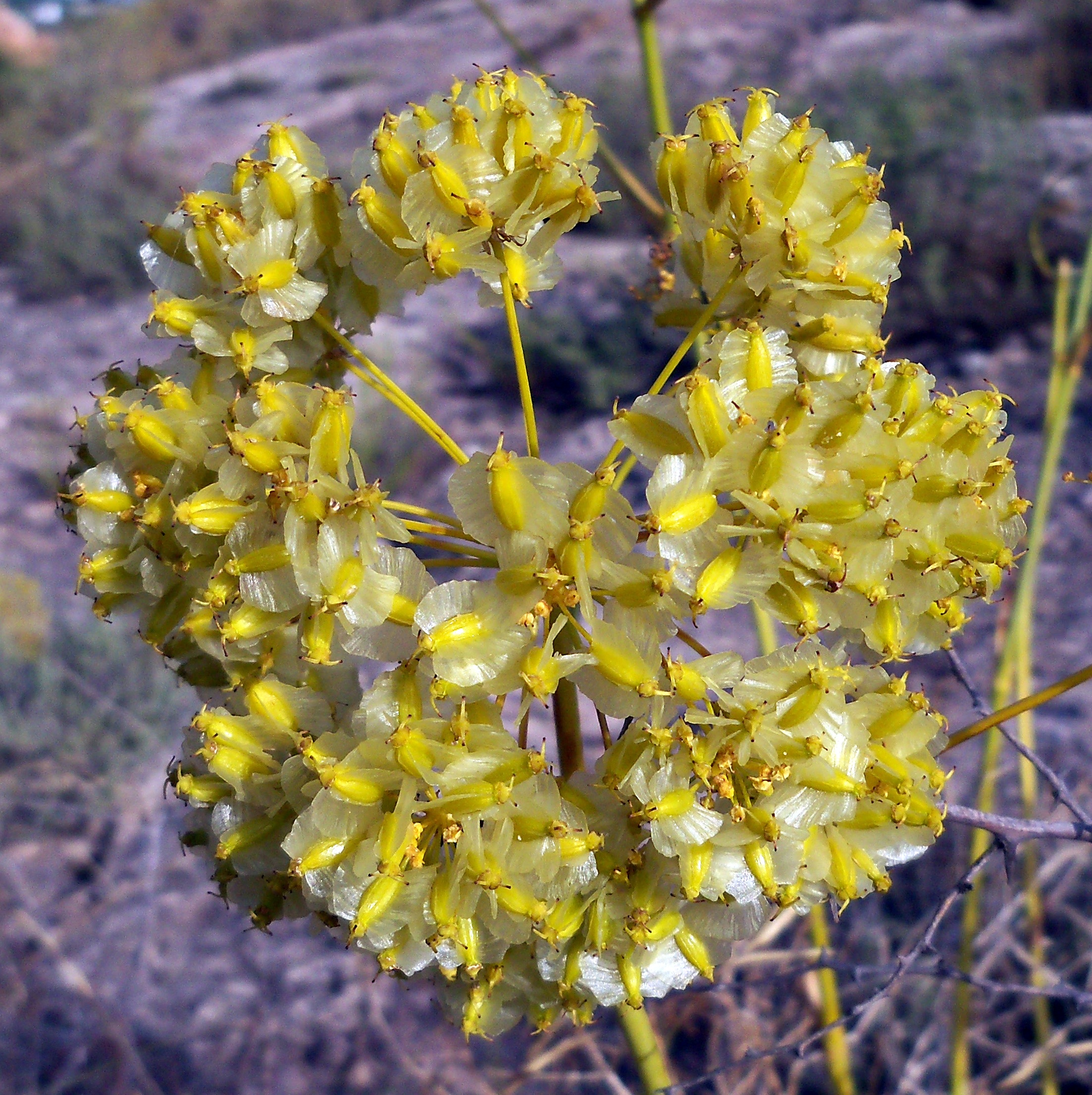
Fruits (mericarps alats)

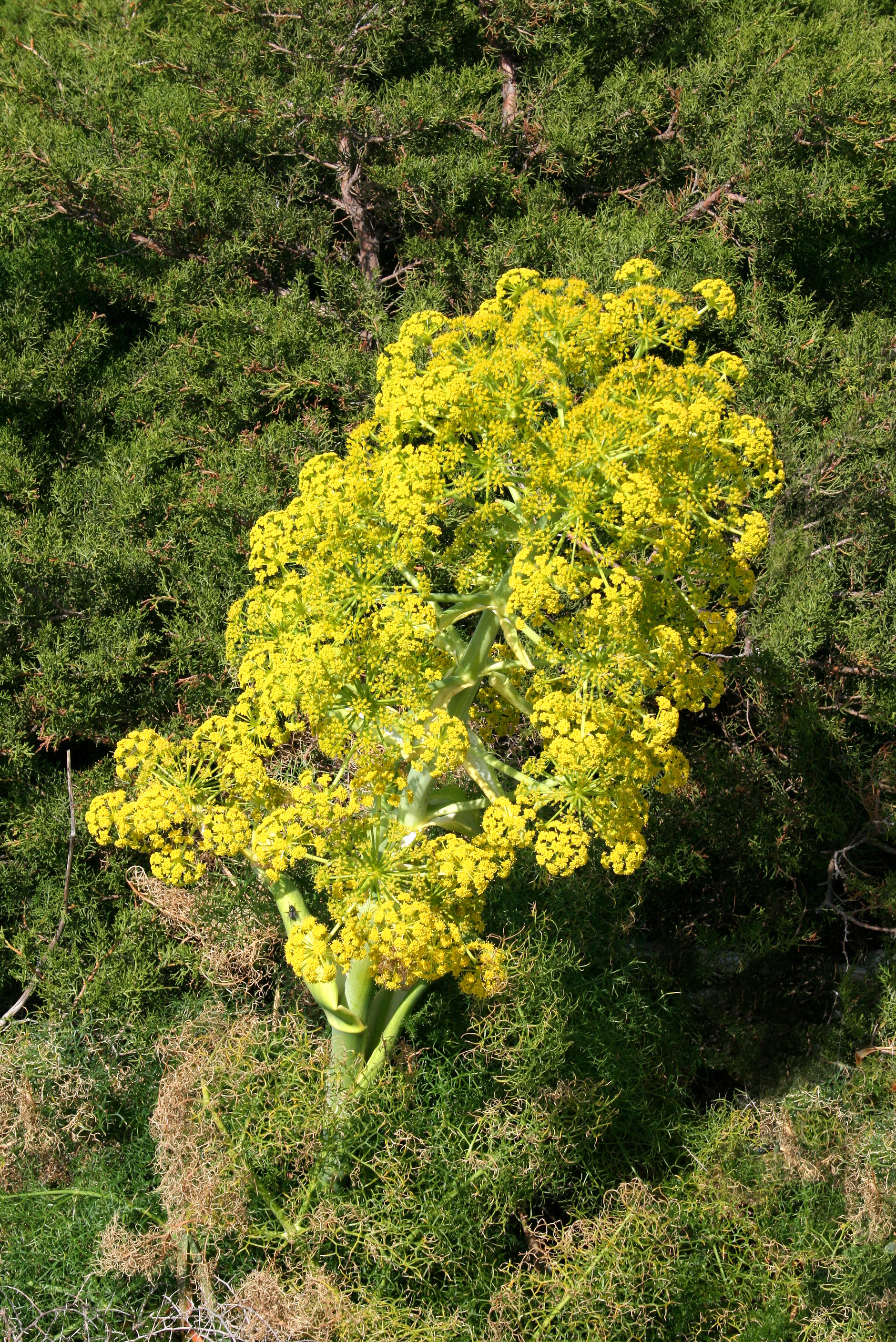
Vista de la planta

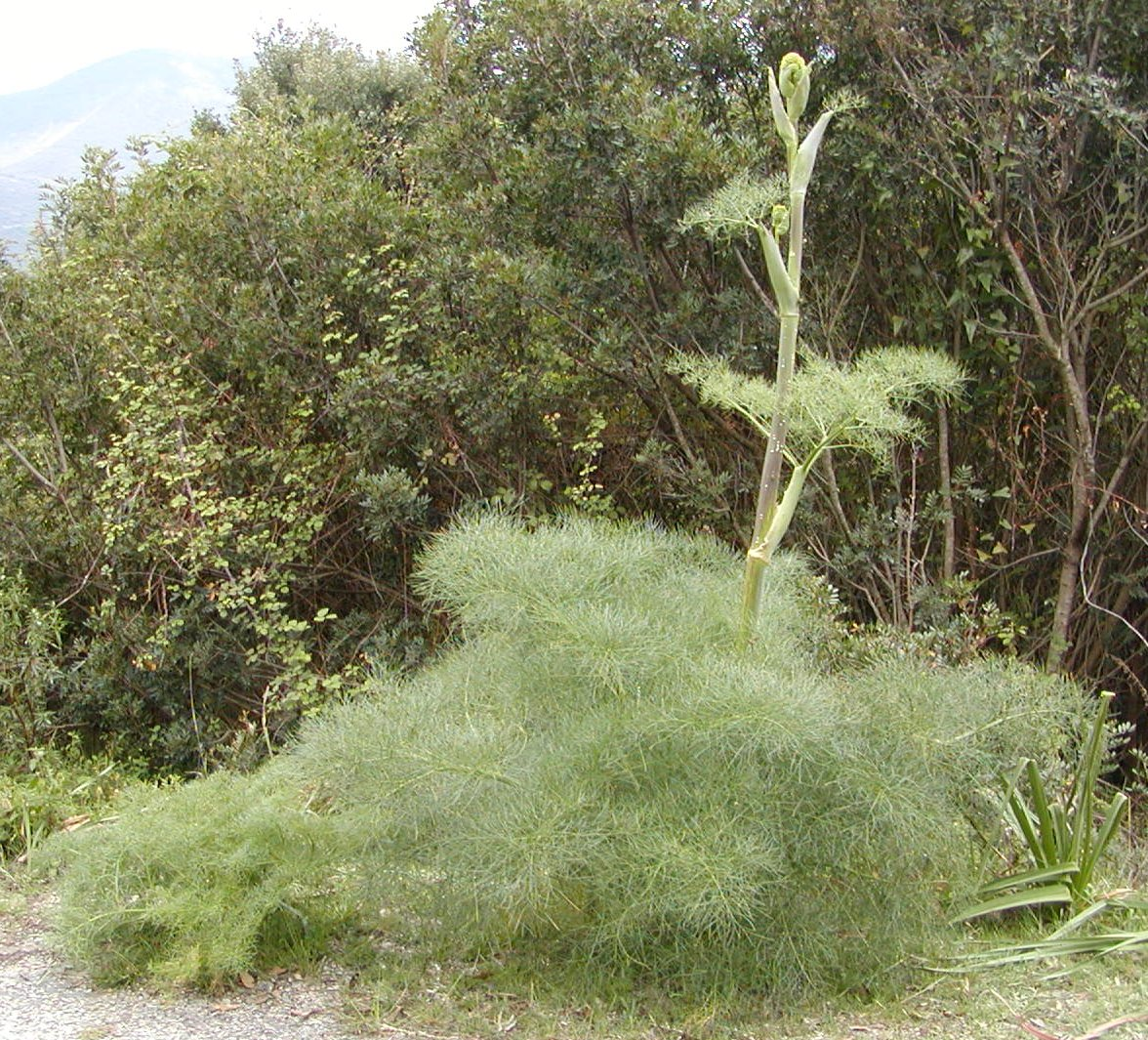
Fulles

Herba hemicriptòfita perenne, d'1 a 3 m d'alçada, amb tiges erectes, cilíndriques, de fins a 2 cm de gruix, solcades. Les fulles són tendres, de 3 a 4(6) vegades foliades. Les fulles inferiors tenen de 30 a 60 cm de llarg, amb un pecíol llarg i cilíndric, mentre que les fulles superiors presenten un limbe foliar gran i vistós. Les fulles més altes són embeinadores. Els seus folíols són linears, plans, d'1,5 a 5 cm de longitud. Aquestes grans fulles multífides es renoven cada any (es sequen a l'estiu i tornen a sorgir a la tardor/hivern). Les umbel·les són terminals, curtament pedunculades, amb 20 a 40 radis, i són les úniques fèrtils. Estan envoltades d'umbel·les laterals, llargament pedunculades i estèrils. Manquen de bràctees i les bractèoles cauen amb facilitat. El calze és diminut, compost per pètals grocs, d'uns 8 mm de longitud. Floreix des d'abril a juliol. Els fruits d'uns 15 mm de llarg, aplanats i alats. El nombre cromosòmic és 2n = 22.
Existeix una espècie semblant, Ferula tingitana, que apareix al sud d'Espanya, però que té folíols enrotllats al marge. També es pot confondre la fenollassa amb el fenoll però es diferencia ràpidament perquè la primera no té la forta olor anisada del fenoll, a més els seus segments foliars són més gruixuts.

## Hàbitat i distribució
Praderies seques, garrigues, costers rocosos, vores de camins i camps abandonats, tots aquests sobre pedra calcària.

## Propietats
El nom del compost fenòlic àcid ferúlic ve del nom llatí Ferula communis, a partir de la qual es pot aïllar.

## Noms comuns
Altres noms comuns que rep Ferula communis són: ferla, massota, assa dolça, canya, fèrula, làser, canya fèl·lera, canyafel, canyafèlere, canyafel·lera, canyafèl·lera, canyafenu, canyafèrlera, canyaferna, canyafètlera, fel·la, fèrlara, fètlera.